# Botola
Botola (arabiska: البطولة) är den högsta  fotbollsligan i Marocko och organiseras av Fédération royale marocaine de football (FRMF). Ligan startades 1956, strax efter Marocko blivit självständigt land. Ligavinnaren och 2:an kvalificeras för afrikanska Champions League.

## Klubbar säsongen 2019/2020
| Klubb                | Stad        | Arena                 | Kapacitet |
| -------------------- | ----------- | --------------------- | --------- |
| ASFAR                | Rabat       | Stade Moulay Abdellah | 50,000    |
| Difaâ El Jadidi      | El Jadida   | Stade El Abdi         | 10,000    |
| Fath Union Sport     | Rabat       | Stade de FUS          | 7,000     |
| Hassania Agadir      | Agadir      | Stade Adrar           | 45,480    |
| Ittihad Tanger       | Tanger      | Grand Stade de Tanger | 45,000    |
| Moghreb Tétouan      | Tétouan     | Saniat Rmel           | 10,000    |
| Mouloudia Oujda      | Oujda       | Honneur Stadium       | 25,000    |
| Nahdat Berkane       | Berkane     | Stade Municipal       | 9,000     |
| Nahdat Zemamra       | Zemamra     | Stade Municipal       | 5,000     |
| Olympic Safi         | Safi        | Stade El Massira      | 10,000    |
| Olympique Khouribga  | Khouribga   | Complexe OCP          | 10,000    |
| Raja Beni Mellal     | Beni Mellal | Stade d'honneur       | 10,000    |
| Raja Casablanca      | Casablanca  | Stade Mohamed V       | 45,000    |
| Rapide Oued Zem      | Oued Zem    | Stade Municipal       | 3,000     |
| Wydad AC             | Casablanca  | Stade Mohamed V       | 45,000    |
| Youssoufia Berrechid | Berrechid   | Stade Municipal       | 8,000     |

## Mästare
| Säsong  | Vinnare                 | Tvåa                    |
| ------- | ----------------------- | ----------------------- |
| 1956–57 | Wydad Casablanca        | Kawkab Marrakech        |
| 1957–58 | Kawkab Marrakech        | Wydad Casablanca        |
| 1958–59 | Étoile de Casablanca    | Wydad Casablanca        |
| 1959–60 | KAC Kenitra             | ASFAR                   |
| 1960–61 | ASFAR                   | Maghreb Fez             |
| 1961–62 | ASFAR                   | Racing de Casablanca    |
| 1962–63 | ASFAR                   | Kawkab Marrakech        |
| 1963–64 | ASFAR                   | Stade Marocain          |
| 1964–65 | Maghreb Fez             | Racing de Casablanca    |
| 1965–66 | Wydad Casablanca        | Raja Casablanca         |
| 1966–67 | ASFAR                   | Renaissance de Settat   |
| 1967–68 | ASFAR                   | Renaissance de Settat   |
| 1968–69 | Wydad Casablanca        | Maghreb Fez             |
| 1969–70 | ASFAR                   | Union Sidi Kacem        |
| 1970–71 | Renaissance de Settat   | ASFAR                   |
| 1971–72 | Racing de Casablanca    | Wydad Casablanca        |
| 1972–73 | KAC Kenitra             | FUS Rabat               |
| 1973–74 | Raja de Beni Mellal     | Raja Casablanca         |
| 1974–75 | Mouloudia Oujda         | Maghreb Fez             |
| 1975–76 | Wydad Casablanca        | Difaa El Jadida         |
| 1976–77 | Wydad Casablanca        | Mouloudia Oujda         |
| 1977–78 | Wydad Casablanca        | Maghreb Fez             |
| 1978–79 | Maghreb Fez             | KAC Kenitra             |
| 1979–80 | Chabab Mohammédia       | Wydad Casablanca        |
| 1980–81 | KAC Kenitra             | FUS Rabat               |
| 1981–82 | KAC Kenitra             | Wydad Casablanca        |
| 1982–83 | Maghreb Fez             | Renaissance de Berkane  |
| 1983–84 | ASFAR                   | Olympique Khouribga     |
| 1984–85 | Maghreb Fez             | KAC Kenitra             |
| 1985–86 | Wydad Casablanca        | Raja Casablanca         |
| 1986–87 | ASFAR                   | Kawkab Marrakech        |
| 1987–88 | Raja Casablanca         | Kawkab Marrakech        |
| 1988–89 | ASFAR                   | Maghreb Fez             |
| 1989–90 | Wydad Casablanca        | IR Tanger               |
| 1990–91 | Wydad Casablanca        | ASFAR                   |
| 1991–92 | Kawkab Marrakech        | Raja Casablanca         |
| 1992–93 | Wydad Casablanca        | Raja Casablanca         |
| 1993–94 | Olympique de Casablanca | Wydad Casablanca        |
| 1994–95 | CODM de Meknès          | Olympique de Casablanca |
| 1995–96 | Raja Casablanca         | Olympique Khouribga     |
| 1996–97 | Raja Casablanca         | Wydad Casablanca        |
| 1997–98 | Raja Casablanca         | Kawkab Marrakech        |
| 1998–99 | Raja Casablanca         | Kawkab Marrakech        |
| 1999–00 | Raja Casablanca         | Wydad Casablanca        |
| 2000–01 | Raja Casablanca         | FUS Rabat               |
| 2001–02 | Hassania Agadir         | Wydad Casablanca        |
| 2002–03 | Hassania Agadir         | Raja Casablanca         |
| 2003–04 | Raja Casablanca         | ASFAR                   |
| 2004–05 | ASFAR                   | Raja Casablanca         |
| 2005–06 | Wydad Casablanca        | ASFAR                   |
| 2006–07 | Olympique Khouribga     | ASFAR                   |
| 2007–08 | ASFAR                   | IZK Khemisset           |
| 2008–09 | Raja Casablanca         | Difaa El Jadida         |
| 2009–10 | Wydad Casablanca        | Raja Casablanca         |
| 2010–11 | Raja Casablanca         | Maghreb Fez             |
| 2011–12 | Moghreb Tétouan         | FUS Rabat               |
| 2012–13 | Raja Casablanca         | ASFAR                   |
| 2013–14 | Moghreb Tétouan         | Raja Casablanca         |
| 2014–15 | Wydad Casablanca        | Olympique Khouribga     |
| 2015–16 | FUS Rabat               | Wydad Casablanca        |
| 2016–17 | Wydad Casablanca        | Difaa El Jadida         |
| 2017–18 | IR Tanger               | Wydad Casablanca        |
| 2018-19 | Wydad Casablanca        | Raja Casablanca         |
| 2019-20 | Raja Casablanca         | Wydad AC                |

## Skyttekungar
| År      | Spelare                            | Klubb                              | Mål |
| ------- | ---------------------------------- | ---------------------------------- | --- |
| 1959–60 | Moussa Hanoun                      | Raja Casablanca                    | 22  |
| 1967–68 | Hassan Chicha                      | Difaa El Jadida                    | 19  |
| 1968–69 | Ahmed Faras                        | Chabab Mohammédia                  | 16  |
| 1972–73 | Ahmed Faras                        | Chabab Mohammédia                  | 16  |
| 1974–75 | Hassan Chicha                      | Difaa El Jadida                    | 12  |
| 1976–77 | Mohamed Boussati                   | KAC Kenitra                        | 17  |
| 1979–80 | Idriss Ouadich                     | ASFAR                              | 15  |
| 1980–81 | Mohamed Boussati                   | KAC Kenitra                        | 17  |
| 1981–82 | Mohamed Boussati                   | KAC Kenitra                        | 25  |
| 1982–83 | Abdeslam Laghrissi                 | ASFAR                              | 14  |
| 1983–84 | Mjidou Tmimi                       | Wydad Casablanca Mouloudia d'Oujda | 11  |
| 1984–85 | Boushaba                           | Renaissance Berkane                | 13  |
| 1985–86 | Hassan Nader Mohammed Chaouch      | Wydad Casablanca Kawkab Marrakech  | 13  |
| 1986–87 | Abderrazak Khairi                  | ASFAR                              | 12  |
| 1987–88 | Lahcen Anaflous                    | ASFAR                              | 17  |
| 1988–89 | Hassan Nader                       | Wydad Casablanca                   | 18  |
| 1989–90 | Abdeslam Laghrissi                 | ASFAR                              | 22  |
| 1990–91 | Lahcen Anaflous                    | ASFAR                              | 15  |
| 1991–92 | Lahcen Anaflous                    | ASFAR                              | 11  |
| 1992–93 | Youssef Fertout                    | Wydad Casablanca                   | 18  |
| 1993–94 | Ahmed Bahja                        | Kawkab Marrakech                   | 14  |
| 1994–95 | Abdeslam Laghrissi                 | ASFAR                              | 15  |
| 1995–96 | Soufir                             | Jeunesse El Massira                | 16  |
| 1996–97 | Anane                              | AS Salé                            | 17  |
| 1997–98 | Rachid Rokki                       | Chabab Mohammédia                  | 15  |
| 1998–99 | Zouine                             | Olympique Khouribga                | 16  |
| 1999–00 | Mustapha Bidoudane                 | FUS Rabat                          | 17  |
| 2000–01 | Samir Sarsar                       | Kawkab Marrakech                   | 12  |
| 2001–02 | Omar Zaouit                        | Tihad Sportif Casablanca           | 14  |
| 2002–03 | Mustapha Bidoudane                 | Raja Casablanca                    | 14  |
| 2003–04 | Mustapha Bidoudane                 | Raja Casablanca                    | 13  |
| 2004–05 | Mohamed Armoumen                   | ASFAR                              | 12  |
| 2005–06 | Mamadou Ba Camara                  | Olympique Khouribga                | 9   |
| 2006–07 | Jawad Ouaddouch                    | ASFAR                              | 12  |
| 2007–08 | Abderrazak Lamnasfi                | ASFAR                              | 13  |
| 2008–09 | Mustapha Allaoui                   | ASFAR                              | 14  |
| 2009–10 | Omar Hassi                         | Widad Fez                          | 12  |
| 2010–11 | Jawad Ouaddouch                    | ASFAR                              | 11  |
| 2011–12 | Karl Max Barthélémy                | Difaa El Jadida                    | 17  |
| 2012–13 | Abderrazak Hamdallah               | Olympic Safi                       | 15  |
| 2013–14 | Zouhaur Naim Zoumana Kone          | Moghreb Tétouan Hassania Agadir    | 11  |
| 2014–15 | Malick Evouna                      | Wydad Casablanca                   | 16  |
| 2015–16 | Mahdi Naghmi                       | ASFAR                              | 12  |
| 2016–17 | William Jebor                      | Wydad Casablanca                   | 19  |
| 2017–18 | Mouhssine Iajour                   | Raja Casablanca                    | 17  |
| 2018-19 | Mouhssine Iajour Kodjo Fo-Doh Laba | Raja Casablanca RS Berkane         | 19  |